# Храмы Пуховичского района
Список действующих и бывших культовых сооружений Пуховичского района.
| Название                                            | Изображение        | Населеные пункты   | Время основание                                                                              | Статус                                   |
| Католические храмы                                  | Католические храмы | Католические храмы | Католические храмы                                                                           | Католические храмы                       |
| --------------------------------------------------- | ------------------ | ------------------ | -------------------------------------------------------------------------------------------- | ---------------------------------------- |
| Костёл Святых апостолов Петра и Павла               |                    | Руденск            | в июле 2013 году начали строительство                                                        | Действует                                |
| Часовня в честь Преображения Господня               |                    | Дукора             |                                                                                              | Действует                                |
| Касцёл Святого Антония Падуанского                  |                    | Марьина Горка      | первое упоминание в 01.05.2001                                                               | Действует                                |
| Костёл Святого Роха                                 |                    | Шабуни             | первое упоминание в 1796 г.                                                                  | Действует                                |
| Костёл и монастырь иезуитов                         |                    | Блонь              | первое упоминание в 1742 г.                                                                  | Разрушен                                 |
| Костёл Святого Антония                              |                    | Сутин              | первое упоминание в XVIII в.                                                                 | Разрушен                                 |
| Христиане веры евангельской                         |                    |                    |                                                                                              |                                          |
| Царква Прыгажосць Хрыста                            |                    | Свислочь           |                                                                                              | Действует                                |
| Церковь Святой Евангелия                            |                    | Дружный            | Декабрь 2011 г.                                                                              | Действует                                |
|                                                     |                    | Дричин             |                                                                                              | Действует                                |
| Церковь Благодать                                   |                    | Марьина Горка      |                                                                                              | Действует                                |
| Церковь Благодать                                   |                    | Руденск            |                                                                                              | Действует                                |
| Евангельские христиане-баптисты                     |                    |                    |                                                                                              |                                          |
|                                                     |                    | Шацк               |                                                                                              | Действует                                |
|                                                     |                    | Руденск            |                                                                                              | Действует                                |
| «Спасения»                                          |                    | Марьина Горка      | Здание дома молитвы был построен после 1990 г.                                               | Действует                                |
| Иудаизм                                             |                    |                    |                                                                                              |                                          |
| Синагога                                            |                    | Узляны             |                                                                                              | Разрушен                                 |
| Синагога                                            |                    | Дукора             |                                                                                              | Разрушен                                 |
| Синагога                                            |                    | Руденск            |                                                                                              | Разрушен                                 |
| Синагога                                            |                    | Пуховичи           |                                                                                              | Разрушен                                 |
| Синагога                                            |                    | Талька             |                                                                                              | Перестроен в жилой дом                   |
| Синагога                                            |                    | Шацк               |                                                                                              | Разрушен                                 |
| Праваславные храмы                                  |                    |                    |                                                                                              |                                          |
| Церковь                                             |                    | Озеричино          | упомянут в 1889 г.                                                                           | Разрушен                                 |
| Свято-Рождество-Богородицкая церковь                |                    | Осока              | первое упоминание в 1881 г.                                                                  | С 2008 г. ведутся реставрационные работы |
| Церковь                                             |                    | Бахаровичи         | упомянут в 1897 г.                                                                           | Разрушен                                 |
| Церковь Святой Троицы                               |                    | Блонь              | первое упоминание в 1820 г.                                                                  | Действует                                |
| Церковь Успения Пресвятой Богородицы                |                    | Блужа              | первое упоминание в XVIII как униатская, после 1839 г. православная                          | Разрушен в 1962 г.                       |
| Свято-Михайловская церковь                          |                    | Вороничи           | первое упоминание в 1716 г.как униатская после православная                                  | Разрушен                                 |
| Церковь и православный приход Вознесения Господня   |                    | Омельно            | Построено в 1796 г.                                                                          | Разрушен в 1943 г.                       |
| Церковь                                             |                    | Веркалы            | упомянут в 1880 г.                                                                           | Разрушен                                 |
| Церковь Святого Михаила Архангела                   |                    | Гребень            | Построено в 1743 г.                                                                          | Разрушен в 1922 г.                       |
| Церковь в честь Рождества Христова                  |                    | Дружный            | первое упоминание в 1998 г.                                                                  | Действует                                |
| Церковь Святого Иоанна                              |                    | Дричин             | первое упоминание в 1780 г. 2-я пал. XVIII ст.                                               | Разрушен                                 |
| Церковь Святой Анны                                 |                    | Дудичи             | первое упоминание в 1998 г.                                                                  | Действует                                |
| Церква Пакрова Багародзіцы                          |                    | Дудичи             | первое упоминание в 1780 г. как униатская, после 1839 г. православная                        | Разрушен                                 |
| Церковь Святого Ильи                                |                    | Дукора             | первое упоминание в 1800 г. как греко-католическая, с 1831 г. костёл, з 1864 г. православная | Действует                                |
| Церковь Воздвижения Святого Креста                  |                    | Дукора             | первое упоминание в XVIII в. как униатская                                                   | Разрушен                                 |
| Церковь                                             |                    | Задощенье          | упомянут в 1897 г.                                                                           | Разрушен                                 |
| Церковь Покрова Пресвятой Богородицы                |                    | Зазерье            | упомянут в 1886 г.                                                                           | Разрушен                                 |
| Свято-Воскресенская церковь                         |                    | Заречаны           |                                                                                              | Действует                                |
| Церковь                                             |                    | Лешница            | упомянут в 1886 г.                                                                           | Разрушен                                 |
| Церковь святой мученицы Татьяны                     |                    | Марьино            | первое упоминание в 2016                                                                     | Действует                                |
| Свято-Александра-Невский собор                      |                    | Марьина Горка      | 2008 год                                                                                     | Действует                                |
| Свято-Покровская часовня                            |                    | Марьина Горка      | конец XX ст.                                                                                 | Действует                                |
| Часовня в честь образа Покрова Пресвятой Богородицы |                    | Марьина Горка      | конец XX ст.                                                                                 | Действует                                |
| Свято-Георгиевская часовня                          |                    | Марьина Горка      |                                                                                              | Действует                                |
| Церковь Успения Матери Божьей                       |                    | Марьина Горка      | первое упоминание в 1874 г.                                                                  | Разрушен 4 ноября 1940 г.                |
| Церковь Святого Александра Невского                 |                    | Марьина Горка      | первое упоминание в 1871 г.                                                                  | Строится                                 |
| Церковь                                             |                    | Моторово           | первое упоминание в 1886 г.                                                                  | Строится                                 |
| Церковь                                             |                    | Матеевичи          | первое упоминание в 18 в как униатская, после 1839 г. православная                           | Строится                                 |
| Церковь Покрова Пресвятой Богородицы                |                    | Новосёлки          | Построен в 1871 году, по некоторым данным 1814 году                                          | Строится                                 |
| Церковь Покрова Пресвятой Богородицы                |                    | Новосёлки          |                                                                                              | Действует                                |
| Церковь Преображение Господня                       |                    | Поречье            | Построен в 1840 г.                                                                           | Разрушен в 1950-x.                       |
| Церковь Рождества Богородицы                        |                    | Пуховичи           | Построен в 1834 г.                                                                           | Действует                                |
| Церковь Святого Архангела Михаила                   |                    | Правдинский        |                                                                                              | Действует                                |
| Церковь Святого Иоанна Крестителя                   |                    | Птичь              | первое упоминание в 2007 г.                                                                  | Действует                                |
| Церковь Святого Николая                             |                    | Пережир            | Построен в 1842 г.                                                                           | Разрушен во 2-й пол. XX в.               |
| Церковь святителя Николая Чудотворца                |                    | Пережир            |                                                                                              | Действует                                |
| Церковь                                             |                    | Ровнополье         | Упоминается в 1880 г.                                                                        |                                          |
| Церковь Преподобной Евфросиний Полоцкой             |                    | Руденск            | В 2010 г. началось строительство                                                             | Строится                                 |
| Церковь Казанской иконы Божьей Матери               |                    | Светлый Бор        |                                                                                              | Действует                                |
| Церковь преподобного Серафима Саровского            |                    | Свислочь           |                                                                                              | Строится                                 |
| Церковь                                             |                    | Скрыль-Слобода     | построен в XIX ст.                                                                           | Разрушен                                 |
| Свято-Рождество-Богородицкая церковь                |                    | Сергеевичи         | построен в 1990-я гг.                                                                        | Действует                                |
| Церковь Святого Георгия                             |                    | Сергеевичи         | первое упоминание в 1800 году                                                                | Разрушен                                 |
| Свято-Покровская церковь                            |                    | Талька             | 2000-е г. перестроено с магазина промтоваров                                                 | Действует                                |
| Церковь Преображение Господня                       |                    | Турин              | первое упоминание в 1855 году                                                                | Разрушен                                 |
| Церковь Покрова Пресвятой Богородицы                |                    | Узляны             | первое упоминание в конце XVII в                                                             | Разрушен                                 |
| Церковь Святого пророка Ильи                        |                    | Шацк               | первое упоминание в XIX в.                                                                   | Разрушен                                 |
| Кальвинизм                                          |                    |                    |                                                                                              |                                          |
| Кальвинский сбор                                    |                    | Шацк               | упомянут в XVI в.                                                                            | Разрушен                                 |